# Leixões SC
Der Leixões Sport Club ist ein Fußballverein aus der portugiesischen Stadt Matosinhos, nahe Porto, im Norden des Landes.

## Geschichte
Die Anfänge des Vereins gehen auf eine Gruppe von Spielern zurück, die im Jahr 1902 zusammenfanden und sich „Leixões Foot-Ballers“ nannten, darunter ein Engländer namens Durval Martins. 1907 wurde der Verein förmlich gegründet. Der erste Vereinspräsident war Hermann Furbringer.
Der größte Erfolg des Vereins war der Gewinn des portugiesischen Pokals 1961 (2:0 gegen den FC Porto). In der folgenden Saison kam Leixões im Europapokal der Pokalsieger bis ins Viertelfinale, wo man gegen den SC Motor Jena ausschied. Auf dem Weg dorthin setzte sich Leixões in der ersten Runde nach einer 2:6-Niederlage im Hinspiel nach einem 5:0-Sieg im Rückspiel gegen den FC La Chaux-de-Fonds durch. Damit ist Leixões der einzige Verein, der im Europapokal der Pokalsieger jemals einen Viertorerückstand aufholte, ohne dabei die Auswärtstorregel zu benötigen. 2002 stand der Verein erneut im Finale des portugiesischen Pokals, verlor aber gegen Sporting Lissabon. Dadurch war der Verein für den Europapokal qualifiziert, da Sporting bereits aufgrund seines Tabellenplatzes qualifiziert war. Damit war Leixões der erste drittklassige Verein aus Portugal im europäischen Fußball. Nachdem die Qualifikation gegen den mazedonischen Verein Belasica Strumica überstanden wurde, scheiterte Leixões in der ersten Runde des UEFA-Pokals jedoch knapp an PAOK Saloniki.
Seit der Saison 2003/04 spielte Leixões in der 2. portugiesischen Liga, der Liga de Honra (Ehrenliga). In der Saison 2006/07 wurde Leixões Meister und stieg in die 1. Liga auf. Dort hielt sich der Verein bis 2010, ehe man als Tabellenletzter wieder den Gang in die zweite Liga antreten musste.
Neben Fußball sowie Frauenfußball werden noch die Abteilungen Billard, Boxen, Karate, Schwimmen und Volleyball betrieben.

## Erfolge
- Portugiesischer Pokal: 1961